# Îles Beauclerk
Pour les articles homonymes, voir Beauclerk.
Les îles Beauclerk (en espagnol : Islas Beauclerk) sont des îles situées au Chili.

## Géographie
Les îles Beauclerk sont situées dans l'archipel de la Terre de Feu, dans le Chili magellanique, et sont entièrement rocheuses. L'île principale à une superficie de plus de 12 km2.